# Steve Burtt sr.
Steven Dwayne Burtt (ur. 5 listopada 1962 w Nowym Jorku) – amerykański koszykarz, występujący na pozycji rozgrywającego, po zakończeniu trenerzy zawodniczej trener koszykarski.
Jego syn Steve Burtt jr. jest reprezentantem Ukrainy w koszykówce, występował też w Polsce, w Stelmecie Zielona Góra (2014). Wraz z synem są jedną z dwóch par ojciec-syn, z których każdy zdobył co najmniej 2000 punktów podczas kariery w NCAA Division I, druga para to Dell i Stephen Curry. Wraz z synem są także pierwszą i jedyną jak do tej pory parą ojciec-syn, która wystąpiła w jednej drużynie podczas rozgrywek letniej ligi streetballowej Rucker Parku – Entertainers Basketball Classic (EBC – 2002).
Jest liderem strzelców wszech czasów zespołu Iona Gaels w liczbie zdobytych punktów (2534), celnych (1003) i oddanych (1923) rzutów z gry. Ustanowił też wiele indywidualnych rekordów klubu. Przez trzy lata z rzędu był liderem strzelców Gaels.
Po ukończeniu uczelni grał zawodowo w koszykówkę przez 16 lat. W NBA reprezentował barwy: Golden State Warriors, Los Angeles Clippers, Phoenix Suns oraz Washington Bullets.
Podczas występów w Grecji w 1992 roku został zdyskwalifikowany dożywotnio w A1 Ethniki z powodu naruszenia przepisów dotyczących zażywania narkotyków. Po powrocie z USA wykryto w jego organizmie kokainę oraz haszysz.
Przez sześć lat występował we włoskiej Serie A, biorąc udział w 155 spotkaniach, podczas których zanotował średnie 28,4 punktu, 3,3 zbiórki i 2,6 asysty.
W 2002 roku został trenerem drużyny streetballowej promowanej przez markę AND 1. Podróżowała ona po USA oraz po świecie w ramach And 1 Mixtape Tour oraz And 1 Global Tour, rywalizując z zespołami, złożonymi z lokalnych streetballerów. Całą trasę relacjonowano co sezon (2002–2008) w stacji ESPN2, emitując 30 minutowe odcinki programu – Street Ball: The AND 1 Mix Tape Tour, podsumowujące rywalizacje w każdym z miast touru. W 2007 roku nastąpił rozłam w zespole And 1 i część zawodników wraz z nim opuściła go na korzyć podobnego projektu, o nazwie Ball4Real. W tym samym roku został wybrany najlepszym zagranicznym zawodnikiem ostatnich 20 lat izraelskiego klubu Maccabi Riszon le-Cijjon.

## Osiągnięcia
NCAA
Na podstawie, o ile nie zaznaczono inaczej.
- Uczestnik turnieju NCAA (1984)
- Mistrz:
  - turnieju konferencji Metro Atlantic Athletic (MAAC – 1982, 1984)
  - sezonu regularnego MAAC (1983, 1984)
- 2-krotny Zawodnik Roku Konferencji MAAC (1983, 1984)[10]
- MOP (Most Outstanding Player) turnieju Great Alaska Shootout (1981)[11]
- MVP turnieju konferencji MAAC (1984)[4]
- Laureat Haggerty Award (1984)[12]
- Zaliczony do:
  - I składu:
    - konferencji MAAC (1982–1984)
    - turnieju konferencji MAAC (1983, 1984)[4]

  - Honorable Mention All-American (przez AP)
- Lider strzelców MAAC (1982)
- Wybrany do Galerii Sław Sportu uczelni Iona (Iona College Goal Club Hall of Fame – 1992)[13]

Drużynowe
- Finalista Pucharu Włoch (1995)
- Awans do włoskiej ligi Serie A1 z Serie A2 (1996, 1998)

Indywidualne
- Lider strzelców ligi włoskiej (1997)
- Zwycięzca konkursu rzutów za 3 punkty podczas włoskiego meczu gwiazd (1998)